# TWA 5B
TWA 5B – brązowy karzeł oddalony o około 180 lat świetlnych od Ziemi, znajdujący się w gwiazdozbiorze Hydry, źródło promieniowania rentgenowskiego. Jego masa wynosi pomiędzy 15 a 40 mas Jowisza, a obserwowana wielkość gwiazdowa to zaledwie 20,4m. Jest składnikiem układu potrójnego TWA 5 – krąży wokół dwóch obiegających się wzajemnie gwiazd (TWA 5A), w średniej odległości ok. 127 au od centrum układu, a jeden pełny obieg zajmuje mu ok. 1380 lat.